# Le Mesnil-en-Vallée

Le Mesnil-en-Vallée este o comună în departamentul Maine-et-Loire, Franța. În 2009 avea o populație de 1,463 de locuitori.